# Attapon Chommaleethanawat
Attapon Chommaleethanawat (thailändisch อัฏฐพล ชมมาลีธนาวัฒน์; * 17. Oktober 1996), auch als Bev bekannt, ist ein thailändischer Fußballspieler.

## Karriere
Attapon Chommaleethanawat erlernte das Fußballspielen in der Jugendmannschaft des Samut Prakan FC in Samut Prakan. Anschließend spielte er für den Samut Prakan United FC, dem TTM FC und dem Dome FC. Bis 2019 stand er beim MOF Customs United FC unter Vertrag. Der Verein aus der thailändischen Hauptstadt Bangkok spielte in der zweiten Liga. Die Saison 2020/21 spielte er beim Drittligisten Bangkok FC. Mit dem Hauptstadtverein trat er in der Bangkok Metropolitan Region an. Zur Saison 2021/22 unterschrieb er einen Vertrag beim Zweitligisten Nakhon Pathom United FC. Sein Zweitligadebüt für den Verein aus Nakhon Pathom gab er am 3. September 2021 (1. Spieltag) im Auswärtsspiel gegen den Trat FC. Hier stand er in der Startelf und wurde zur Halbzeit gegen Anurak Kamonjit ausgewechselt. Das Spiel gewann Trat mit 2:0. Für Nakhon Pathom absolvierte er 13 Zweitligaspiele. Im Juni 2022 wechselte er wieder in die dritte Liga. Hier schloss er sich Pattaya Dolphins United an. Der Verein aus dem Seebad Pattaya spielt in der Eastern Region der Liga. Nach nur einem Ligaspiel wechselte er zur Rückrunde 2022/23 zum Drittligisten MH Nakhonsi City FC. Mit MH spielt er in der Southern Region der Liga. Mit MH wurde er Vizemeister der Region. Im Sommer 2023 wechselte er für eine Spielzeit zu dem in der Bangkok Metropolitan Region spieltenden Samut Sakhon City FC. Für den Klub aus Samut Sakhon bestritt er zehn Ligaspiele. Im Sommer 2024 wechselte er in die Eastern Region. Hier schloss er sich dem Navy FC an. Im Januar 2025 wechselte er zum Viertligisten Samui United FC.